# Конкорд
Aérospatiale-BAC Concorde (фр. Concorde — «угода», «співдружність», «гармонія») — надзвуковий пасажирський літак. Розробку й випуск проводили спільно британські і французькі авіабудівні компанії.
«Конкорд» був створений в результаті злиття в 1962 році двох національних програм розробки надзвукового пасажирського авіатранспорту, основними розробниками літака стали компанії Sud Aviation з французької сторони та BAC з англійської, двигуни літака спільної розробки англійської Rolls-Royce та французької SNECMA. Всього було виготовлено 20 літаків, з яких 9 були продані авіакомпаніям British Airways та Air France, а ще 5 передали цим самим авіакомпаніям за символічною ціною 1 фунт стерлінгів та один франк відповідно. Перший політ прототипу відбувся в 1969 році, введення в комерційну експлуатацію відбулося в 1976 році.
«Конкорди» експлуатувались компаніями British Airways та Air France, кожна з яких мала по 7 літаків. За 27 років регулярних і чартерних рейсів було перевезено понад 3 мільйонів пасажирів, загальний наліт літаків становив 243 845 годин. Через надзвичайно великі витрати комерційна експлуатація «Конкордів» була в цілому збитковою, в результаті літаки були зняті з експлуатації у 2003 році.

## Історія створення

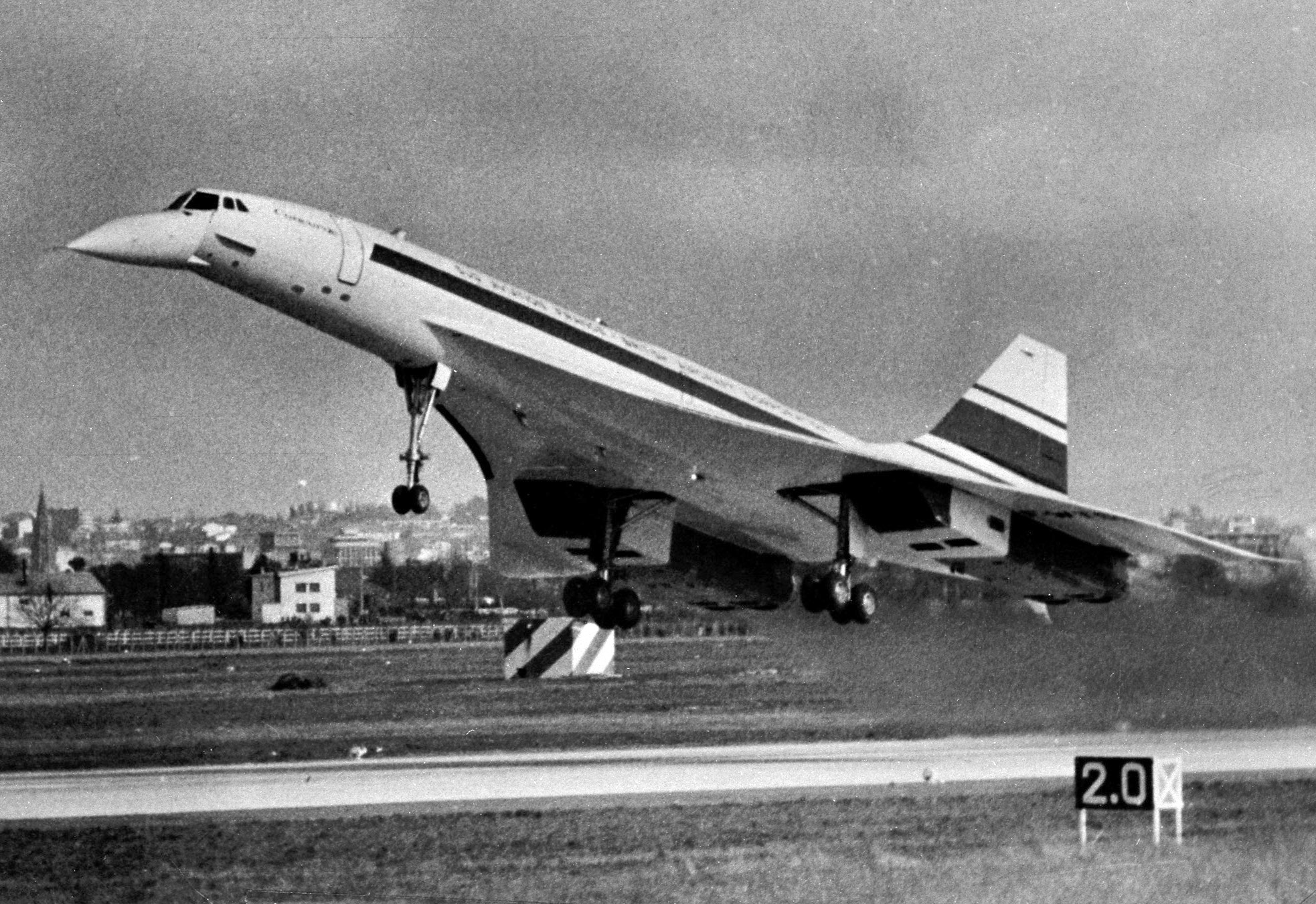
Конкорд 001, 2 березня 1969

Початок робіт зі створення пасажирських авіалайнерів відноситься до кінця 1950-х років, ця задача стала розглядатись авіабудівниками практично одразу після подолання звукового бар'єру і появи надзвукових бомбардувальників. Найінтенсивніші дослідження йшли у США, Великій Британії, Франції та СРСР.
У середині 50-х років 20-го століття кілька авіабудівних компаній розглядали конструктивні і фінансові умови створення надзвукового пасажирського літака. Оцінки показали, що на той час окрема компанія не в стані самостійно створити такий літак. Для створення конкурентноздатної машини необхідна була співпраця.
В 1956 році у Великій Британії був заснований урядовий Комітет з Надзвукового Транспорту(Supersonic Transport Advisory Committee, STAC), який ставив перед собою задачу «ініціювати спільну дослідницьку програму, направлену на втілення можливості створення першого покоління надзвукового повітряного транспорту». Основним розробником в цій програмі стала компанія Bristol Airplane Company, що діяла в партнерстві з виробником двигунів Bristol Siddeley, розробка фінансувалась англійським урядом. Остаточною метою програми — створення швидкісного пасажирського літака, здатного перевозити не менше 100 пасажирів через Атлантичний океан з максимально можливою швидкістю. До 1962 року був спроєктований літак, який отримав назву ''BAC.233'' з дельтаподібним крилом та чотирма двигунами в спарених підкрильних мотогондолах, носовим обтічником, що відхиляється, і пасажиромісткістю 110 людей.

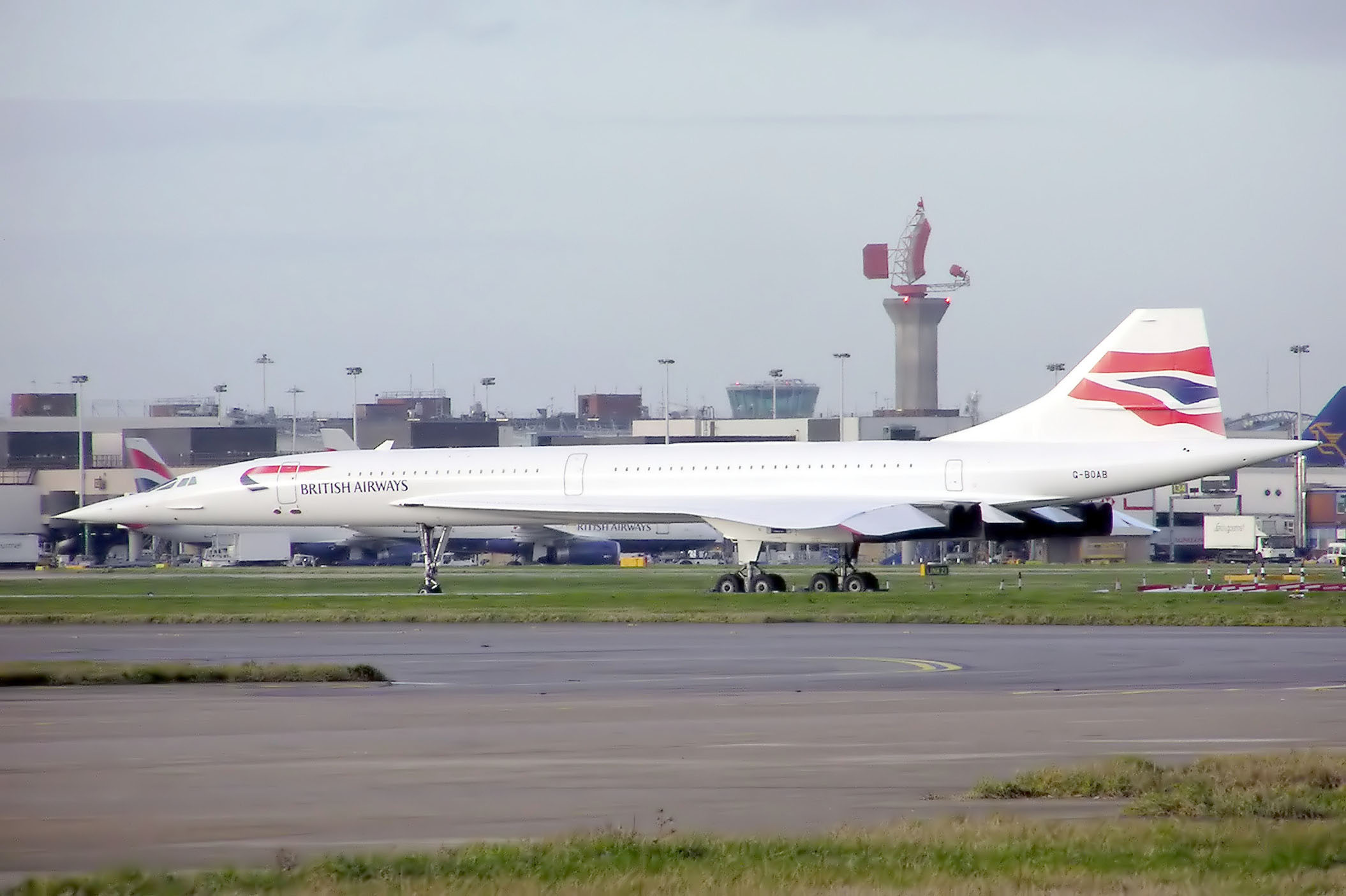
«Конкорд» у барвах British Airways

У Франції існувала схожа програма, яку вела компанія Sud Aviation в партнерстві зі SNECMA і Dassault — програма також мала урядову підтримку. На відміну від англійців, французи почали дещо пізніше й мали скромніші цілі: їхня концепція передбачала створення надзвукового авіалайнера меншої пасажиромісткості й середньої дальності, призначеного переважно для експлуатації на європейських лініях. Робоча назва програми Super Caravelle — остаточний дизайн програми був достатньо близький до англійського, несуттєво відрізнявся розмірами, злітною вагою, пасажиромісткістю і відсутністю носового обтічника, що відхиляється. Крім того, французький дизайн передбачав використання крила овальної форми.
Стрімке зростання вартості розробки і вимоги уряду примусили ВАС шукати закордонних партнерів. 1961 року ВАС запропонувала Sud Aviation об'єднати зусилля з розробки надзвукових авіалайнерів, що зустріло значні заперечення, переважно з причини незбіжності кінцевої мети англійської і французької програм. Тим не менше, переговори були продовжені на урядовому рівні і 26 жовтня 1962 року, через два місяці після представлення англійської програми на авіасалоні Фарнборо, уряди Великої Британії та Франції підписали угоду про спільну працю над надзвуковим пасажирським літаком під назвою «Concorde». Незважаючи на те, що французька сторона на початку хотіла зберегти розробку літака середньої дальності, з міркувань скорочення витрат для спільної програми було обрано проєкт, ближчий до англійських вимог, тобто збереження пасажиромісткості на рівні 100 людей і трансатлантичної дальності польоту.
До моменту підписання угоди обидві авіакомпанії влились у великі державні об'єднання і в результаті до альянсу зі створення нового літака увійшли компанії British Aircraft Corp. (майбутня British Aerospace, нині частина BAE Systems) та «Aerospatiale», що пізніше увійшла до «EADS»). Програма, а разом з нею сам літак, отримали назву Concorde (згода). Французька транскрипція назви була приводом для деяких дебатів у Великій Британії, але отримала підтримку Міністра Технології Тоні Венна і її було збережено.
Роботи було розділено між партнерами приблизно у співвідношенні 3:2, з перевагою французької сторони. Це було викликано тим, що на літаку повинні були використовувати англійські двигуни Bristol Siddeley Olympus, французька SNECMA виконувала лише незначну частину робіт над двигуном. З самого початку спільної роботи виникли суттєві труднощі, викликані наявністю мовного бар'єру між розробниками, а також різницею стандартів (зокрема одиниць вимірювання), прийнятих у Великій Британії та Франції. В результаті розробники використовували переважно англійську мову (багато інженерів Sud Aviation володіли нею на достатньо високому рівні), а при роботі над проєктом кожна сторона використовувала звичну систему вимірювання, місця спряження між конструкціями французької та англійської розробок отримували позначення в обох системах.

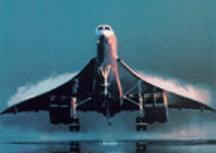
«Конкорд»

Перший «Конкорд» із номером 001, побудований у Франції, виконав перший свій політ 2 березня 1969.
Було побудовано шість дослідних літаків, а перший серійний літак виконав перший рейс 6 грудня 1973 року.

## Льотно-технічні характеристики

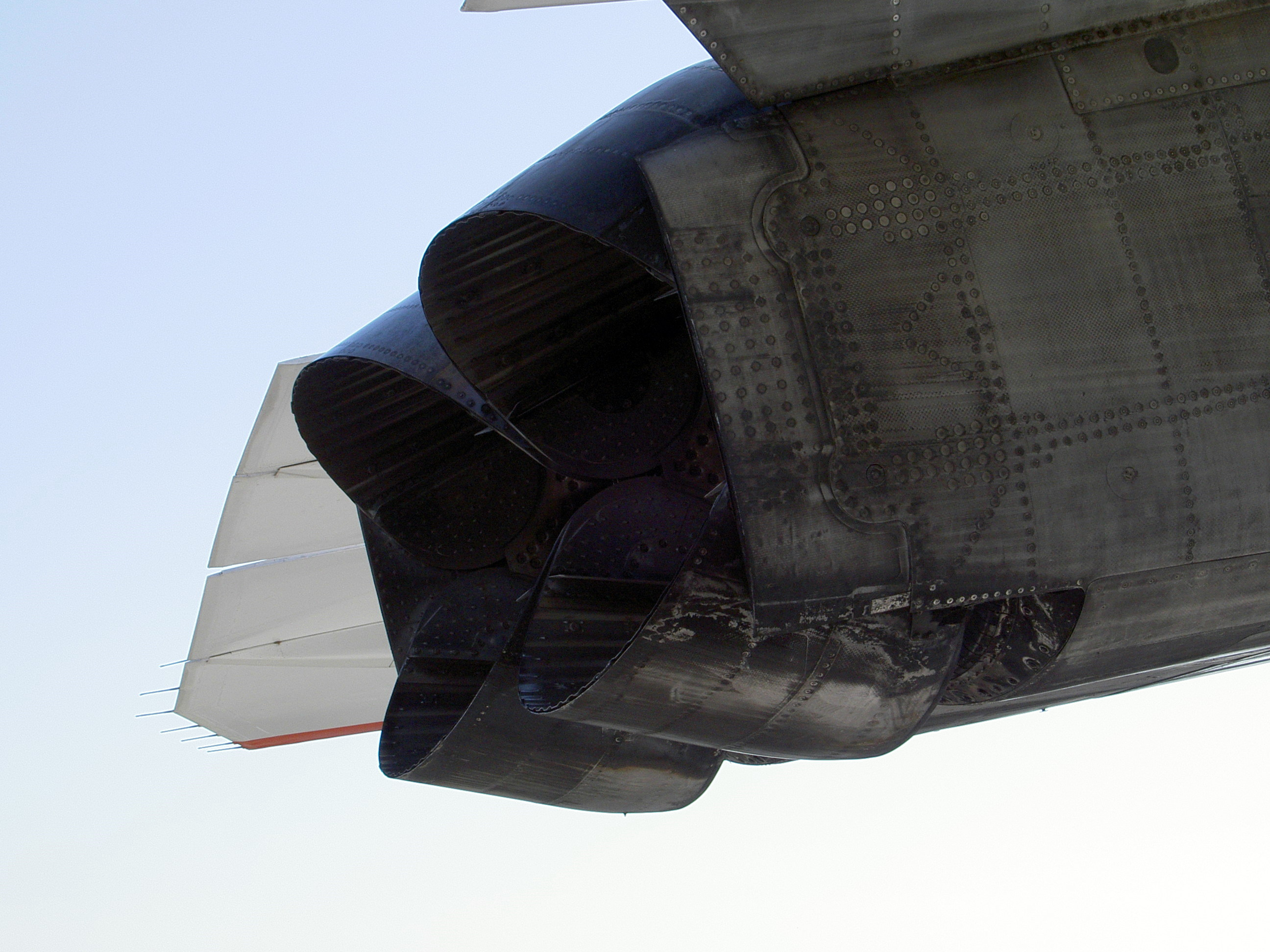
Насадки для інверсної тяги.

### Технічні характеристики
- Екіпаж: 3 особи (командир, пілот, бортінженер)
- Пасажировмісність:
  - в поточному компонуванні: 92 (Ер Франс) або 100 (Бритіш Ейрвейз)
  - максимально дозволена: 128
- Довжина: 56,24 (58,83) м
- Розмах крила: 25,57 м
- Висота: 12,19 (11,58) м
- Площа крила: 358,6 м²
- Коефіцієнт подовження крила: 1,85
- Кут стрілоподібності за передньою кромкою: від 60° до 80°
- Маса порожнього: 78 700 кг
- Максимальна злітна маса: 187 700 кг
- Маса корисного навантаження: 12 000 кг
- Маса палива: 95 680 кг
- Двигуни: 4× ТРДФ Rolls-Royce/ SNECMA «Olimpus» 593
  - Тяга літака максимальна: 140 кН
  - Тяга на форсажі: 169 кН
  - Витрата палива: 25 т/год (за максимального корисного навантаження)

### Льотні характеристики
- Максимальна швидкість: 2 330 км/год (2,2 М)
- Крейсерська швидкість: 2 150 км/год (2,02 М)
- Практична дальність: 6 470 км (із навантаженням 8845 кг при М=2,05 на висоті 16000 м)
- Перегінна дальність: 7 250 км
- Практична стеля: 18 300 м
- Швидкопідйомність: 25,41 м/с
- Тягоозброєнність: 0,373
- Аеродинамічна якість:
  - на малій швидкості: 3,94
  - при М = 0,94: 11,47
  - при М = 2,04: 7,14
- Максимальна температура носової частини: 127 °C

## Конструкція літака

### Пасажирський салон

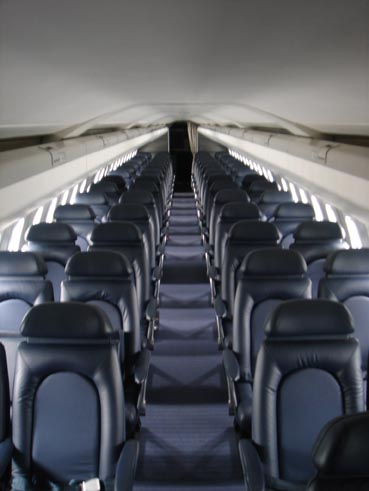
Салон «Конкорда» British Airways після модернізації 2001 року

Гермокабіна «Конкорда» займає близько 85 % загального об'єму фюзеляжу. В кабіні розташовані 2 пасажирські салони, передній і задній, задній салон трохи довший за передній. Максимальна ширина салонів 2,62 м, що менше ніж, наприклад, у Ту-134.

## Експлуатація
Польоти на літаках Конкорд провадили лише дві авіакомпанії Air France і British Airways (на деяких маршрутах спільно British Airways і Singapore Airlines). Уряди Великої Британії і Франції здійснювали дотування експлуатації (що було дуже доречно під час енергетичної кризи у 70-х роках).

## Припинення експлуатації
У липні 2000 року літак Air France при зльоті на летовищі імені Шарля де Голля загорівся і впав на землю. В результаті загинули 113 людей. Польоти «Конкордів» були припинені до часу з'ясувань причини катастрофи. Після нетривалого періоду повторної експлуатації у 2003 спочатку Air France, а потім і British Airways відмовилися від використання «Конкордів» через підняття цін на нафту.

## Цікаві факти
У зв'язку з нагрівом конструкції в польоті довжина Конкорда збільшується на 17,8 см.

## Виноски
1. 1 2  BAC Concorde
2. ↑  Як «Конкорд подешевшав у 10 млн разів». Архів оригіналу за 20 квітня 2013. Процитовано 12 квітня 2013.
3. ↑  Конструкційні матеріали Конкорду. Архів оригіналу за 9 травня 2014. Процитовано 3 червня 2014.